# Hernán Peláez
Hernán Peláez Restrepo (Cali Valle del Cauca, 29 de enero de 1943) es un periodista colombiano. Fundador y exdirector de los programas radiales La Luciérnaga, El Pulso del Fútbol, La Polémica y Café Caracol. Con 50 años de experiencia en radio, televisión y prensa, trabajó durante muchos años para la cadena radial colombiana Caracol Radio. Actualmente trabaja en la W Radio en el programa Peláez y De Francisco en La W, junto a Martín de Francisco. También ha sido parte del grupo de comentaristas del Canal RCN en la Copa América Centenario y la Eurocopa 2016.

## Biografía
Nació en Cali, Valle del Cauca, el 29 de enero de 1943, donde vivió hasta sus 13 años para trasladarse a Bogotá a culminar su bachillerato en el Colegio San Bartolomé La Merced, donde se graduó como bachiller en 1961. Su carrera radial comenzó en 1964, cubrió para Radio Modelo un campeonato juvenil, debido a su gran pasión y conocimiento por el fútbol, que alternó con sus estudios en la Universidad de América, de donde se graduó como ingeniero químico en 1967, y ejerció la profesión durante 10 años antes de dedicarse de lleno a la radio. Como ingeniero trabajó en Shell, Esso y Carboquímica.

## Trayectoria
Cuando cumplió los 21 años, siendo aún estudiante universitario, fue invitado por Álvaro Gutiérrez B. para dar sus conceptos en la emisora "Radio Modelo" de "Unión Radio", que era dirigida por Marino Rengifo Salcedo, exgobernador del Valle del Cauca. Esta estación radial pertenecía a los laboratorios "JGB" de Cali. Jaime Villamil era el director de noticias, y allí hacía sus primeras incursiones en el periodismo Yamid Amat. 
Carlos Alberto Rueda como comentarista y Humberto Rodríguez Jaramillo “Tabaco” como director y narrador hacían un programa en donde Peláez Restrepo era colaborador especial, aprovechando la cercanía de la emisora con la universidad. En 1964, cubrió el torneo Juventud de América de fútbol, efectuado en Bogotá y debutó internacionalmente como comentarista del mismo Humberto Rodríguez Jaramillo. Las transmisiones se hacían desde la pista atlética del estadio El Campín, y en esta oportunidad compartió con relatores como Carlos Arturo Rueda y Alberto "El Patico" Ríos. Rodríguez Jaramillo lo llevó al periódico El Tiempo, donde Humberto Jaimes y Bertulfo Rengifo eran los redactores deportivos. Peláez escribió en ese diario durante veinticinco años, con su columna "Cara y Sello". También escribió la columna "Hablemos de Fútbol" en la desaparecida separata Cronómetro, que circulaba los sábados con el periódico.
En 1966 se vinculó a Nuevo Mundo de Caracol Radio y participó en las transmisiones de la Vuelta a Colombia desde el máster de la emisora, cumpliendo con otras actividades y cubrimientos de la actividad deportiva. En 1969 comentó la eliminatoria para el mundial México 70, en compañía de Carlos Arturo Rueda y transmitió el juego que perdió la Selección Colombia ante Brasil por 6-2, en el Estadio Maracaná. 
Alternó su profesión de ingeniero químico con la radio y la prensa escrita, hasta que por voluntad propia decidió renunciar a su trabajo en el área de fertilizantes e insecticidas en la compañía Shell para dedicarse de lleno al periodismo deportivo. En 1974 salió de Caracol Radio, por diferencias que tuvo con un directivo de la cadena, quien creía que las pretensiones salariales de Peláez eran exageradas. Se vinculó a Todelar, integrando grupo con Pastor Londoño Pasos, Óscar Restrepo Pérez "Trapito", Jaime Ortiz Alvear, Hernando Perdomo Ch., Gustavo Torres Rueda y Luis Eduardo Ruiz Rubio. Además de transmitir los partidos, tenían un resumen nacional, llamado Todelar y los Deportes, en el que también estaba el comentarista argentino Gonzalo Amor, especialista en la hípica, con quien realizaba una pequeña charla al aire.
En 1979 regresó a Caracol, donde permaneció hasta 2015. Durante ese lapso dirigió La Gran Revista Nacional del Deporte, La Polémica, Cabalgata Deportiva Gillette, Todo Fútbol (ahora convertido en Carrusel Caracol) y Goles y Maestros. También fue director de "Radio Deportes", la señal alterna a la cadena básica, entre 1983 y 1996. Ha sido columnista y corresponsal de El Gráfico, Nuevo Estadio, Deporte Gráfico, Balón Gráfico Deportivo, Diario Deportivo, Occidente y la revista oficial del Deportivo Cali. Actualmente escribe una columna en la sección deportiva de El Espectador. Fue presidente de la ACORD (Asociación Colombiana de Redactores Deportivos), seccional Bogotá, de 1980 a 1987.
En televisión presentó Teledeportes (de Intervisión), primero en solitario, a comienzos de los años 1980, y luego con Carlos Antonio Vélez, al final de esa década. Después estuvo en Noticias 1 (también de Intervisión), el Noticiero Nacional (de Prego Televisión), y entre 1998 y 2002 condujo la sección de deportes en Noticias Caracol, en la emisión de las 7 p. m., en algunas ocasiones supliendo a Javier Hernández Bonnet. Después pasó a Tribuna Caliente, junto a Javier Hernández Bonnet, Iván Mejía Álvarez y el exárbitro FIFA y analista arbitral, Rafael Sanabria. En marzo del 2002 salió de Caracol Televisión, por diferencias con el entonces presidente del canal, Paulo Laserna Phillips. Trabajó también en Noticias Uno (de NTC Televisión) en 2002. Entre 2005 y 2007, hizo parte de Los Tenores del Fútbol, de Fox Sports, pero por razones de salud tuvo que dejar la conducción y participación en este programa deportivo. En 2014 y 2015, acompañó a Iván Mejía, Gustavo "El Tato" Sanín, Hugo Illera y César Augusto Londoño, en La Polémica en Win Sports durante el Mundial de Brasil 2014 y la Copa América Chile 2015.
El programa deportivo que más tiempo ha durado al aire bajo su dirección es El Pulso del Fútbol (2000-2015), que inicialmente se emitía por "La Deportiva", emisora creada por Guillermo Díaz Salamanca, en sustitución de Radio Deportes. Cuando dicha frecuencia fue cerrada, Caracol Radio lo pasó a su programación habitual, de lunes a viernes a mediodía. Durante una década y media, Peláez Restrepo hizo dupla con Iván Mejía Álvarez, utilizando un formato de debate y tertulia sobre temas del fútbol en general. A pesar del retiro de Hernán Peláez, El Pulso sigue al aire, con César Augusto Londoño y Óscar Rentería. 
Los sábados, Hernán Peláez presentaba Café Caracol, y entrevistaba semanalmente a una personalidad del fútbol, generalmente en uso de buen retiro. A comienzos de 2013 dejó el programa a cargo de Rafael Villegas, quien amplió el espectro de invitados, entrevistando a figuras de otros deportes diferentes al fútbol. En enero de 2015, Peláez regresó al Café Caracol, siendo su primer invitado en esta nueva etapa el exfutbolista Saulo Hernández. Ante la salida definitiva de Peláez, Villegas retomó la conducción de dicho espacio en enero de 2016.
Su trabajo más destacado como periodista fuera del ámbito deportivo ha sido La Luciérnaga, que empezó a emitirse en marzo de 1992, debido al racionamiento eléctrico al que fue sometido Colombia a raíz de la sequía causada por el Fenómeno del Niño. El origen de La Luciérnaga se remonta a un espacio humorístico que había los viernes en la emisión noticiosa de las seis de la tarde, en la que Guillermo Díaz Salamanca, Juan Harvey Caicedo y varios humoristas hacían imitaciones y sketches humorísticos sobre los temas de actualidad. Ricardo Alarcón Gaviria, presidente de la cadena radial, le encargó a Marco Aurelio Álvarez, Guillermo Díaz Salamanca y Hernán Peláez que ampliaran dicho formato a un horario de más larga duración, para que la gente lo escuchara durante los apagones. Debido a su éxito, La Luciérnaga permaneció en el aire aunque terminaron los racionamientos, en 1993, y a lo largo de 24 años, otras emisoras han intentado tener programas similares (tales como El Cocuyo, La Zaranda, El Tren de la Tarde en RCN Radio, La Escalera en Cadena Súper y Voz Pópuli en Blu Radio), sin lograr el mismo impacto. Voz Pópuli es actualmente el principal competidor de La Luciérnaga.
El 24 de septiembre de 2014, Peláez anunció al aire en La Luciérnaga, la decisión de retirarse de la dirección de dicho espacio al término de la última emisión del año, el 23 de diciembre. Esa tarde, le dijo adiós a sus oyentes, con un emotivo discurso de despedida.
El 24 de noviembre de 2015, vía Twitter, comunicó que su retiro de Caracol Radio sería el 31 de diciembre, luego de cuarenta años de labores en esa empresa, para asumir nuevos proyectos profesionales. Días más tarde se conoció que sería el encargado de la presentación de la versión colombiana del programa La Última Palabra de Fox Sports.
En marzo de 2016, William Vinasco Ch., propietario de la Cadena Radial Radiópolis, lo contrató como comentarista deportivo en los partidos de la eliminatoria al mundial Rusia 2018, transmitidos por Candela Estéreo, junto con Francisco "Pacho" Cardona hasta octubre del 2017. También tuvo un programa de deportes y actualidad digital, en compañía de Gustavo Álvarez Gardeazábal hasta agosto del 2018.
El 18 de mayo de 2016, se dio a conocer la noticia de que Peláez Restrepo sería comentarista durante las transmisiones de los partidos de la Selección Colombia en la Copa América Centenario, por RCN Televisión. En 2018 fue contratado por RCN Radio, para comentar el Copa Mundial de Fútbol de 2018, junto con Antonio Cásale.
El 9 de enero de 2019 renunció a Fox Sports (Colombia), a búsqueda de otros proyectos. En septiembre de 2018 se unió al programa Vicky Dávila en la W, de la W Radio, donde estuvo hasta octubre del 2019. 
En 2020 se unió al programa Peláez y de Francisco en la W junto con Martín de Francisco.

## Listado

### Radio
| Años                | Programa                                                                                         | Rol                      | Cadena                          |
| ------------------- | ------------------------------------------------------------------------------------------------ | ------------------------ | ------------------------------- |
| 1966-1974           | Varios programas                                                                                 | Varios programas         | Caracol Radio                   |
| 1979-2015           | La Gran Revista del Deporte La Polémica Cabalgata Deportiva Gillete Todo Fútbol Goles y Maestros | Director y presentador   | Caracol Radio                   |
| 1983-1996           | Radio Deportes                                                                                   | Director                 | Emisora del grupo Caracol Radio |
| 1992-2001 2002-2014 | La Luciérnaga                                                                                    | Director fundador        | Caracol Radio                   |
| 1999-2015           | El Pulso del Fútbol                                                                              | Copresentador y Director | Caracol Radio                   |
| 2007-2013 2015      | Café Caracol                                                                                     | Director y presentador   | Caracol Radio                   |
| 2016-2018           | PeGa                                                                                             | Copresentador            | Spreaker                        |
| 2018-2019           | Vicky Dávila en la W                                                                             | Copresentador            | W Radio                         |
| 2020-actualidad     | Peláez y De Francisco en la W                                                                    | Presentador -director    | W Radio                         |

### Televisión
| Años      | Programa               | Rol           | Cadena             |
| --------- | ---------------------- | ------------- | ------------------ |
| 1993-2002 | Gol Caracol            | Comentarista  | Caracol Televisión |
| 2000-2002 | Tribuna Caliente       | Comentarista  | Caracol Televisión |
| 2005-2007 | Los Tenores del Fútbol | Copresentador | Fox Sports         |
| 2014-2015 | La Polémica de Win     | Comentarista  | Win Sports         |

## Libros
- Nuestro Fútbol: 1948-1976, 1976, Alfonso Rentería editores
- Los mundiales de fútbol, 1990, Novus ediciones
- El Milagro del Fútbol Colombiano, 1994, editorial Oveja Negra
- Las historias de Hernán Peláez, 2012, Grijalbo, (coautoría con Edgar Artunduaga)

## Premios
Como profesional del periodismo, ha recibido múltiples premios, entre ellos se destacan: 
- Premio Nacional de Periodismo Simón Bolívar, Categoría “Gran premio a la vida y obra de un periodista” (2004).
- Premio Acord Postobón.
- Antena de la Consagración.
- Fue distinguido como el mejor comentarista de fútbol en Mar del Plata, Argentina.
- La Cámara de Representantes de Colombia, lo condecoró por su trabajo al frente de La Luciérnaga.
- Doctorado honoris causa en Comunicación social y Periodismo, otorgado por la Universidad Autónoma del Caribe con sede en Barranquilla, por su trayectoria de más de 50 años en el periodismo (2011).

## Vida personal
Su pasión es el fútbol y en su juventud lo practicó. Es hincha declarado del Deportivo Cali. Una de las pocas figuras públicas cuyo carisma, conocimiento y memoria hacen que goce de un alto grado de credibilidad y simpatía. Su otra pasión es la música, en especial bolero, tango, y salsa. Tiene múltiples cirugías en la rodilla derecha.
Casado con Beatriz Andrade, tienen cinco nietos. Solo uno de sus tres hijos, Jorge Hernán Peláez, heredó su vocación de comunicador social: se desempeña en La W radio.
En 2011, se le diagnosticó un cáncer de médula, enfermedad que le fue tratada durante siete meses, en los cuales transmitió los programas radiales desde la casa y que finalmente superó en forma satisfactoria.

## Controversias
Durante el gobierno del presidente Andrés Pastrana Arango, y luego de una fuerte presión ejercida por el mandatario sobre el Grupo Santo Domingo, propietario en ese entonces de Caracol Radio, donde se emite La Luciérnaga, para que fuera despedido el periodista Edgar Artunduaga por sus diferencias con Pastrana Arango, Hernán Peláez presentó su renuncia en vivo a la dirección del programa, el 3 de mayo de 2001, en solidaridad con Artunduaga, que había dimitido horas antes. La Luciérnaga quedó a cargo de Gabriel de las Casas. Según sus propias palabras, Peláez se retiraba de La Luciérnaga porque el gobierno quería censurar dicho espacio, caracterizado por la crítica a la actividad política. Peláez aseguró que mientras Andrés Pastrana fuera presidente, él no volvería a La Luciérnaga, y lo cumplió. Pastrana terminó su cuatrienio el 7 de agosto de 2002, y horas después de que su sucesor, Álvaro Uribe Vélez, prestó juramento como nuevo presidente, Hernán Peláez reasumió la dirección del programa radial.
El 27 de enero de 2015, Peláez concedió una reveladora entrevista a Félix de Bedout, en W Radio, en la que habló de manera enfática acerca de las circunstancias que rodearon la salida del escritor Gustavo Álvarez Gardeazábal de La Luciérnaga, y en la que señaló que el despido de dicho colaborador se debió a presiones de parte del gobierno hacia los propietarios de la emisora, y no a una decisión propia del nuevo director de ese programa, Gustavo Gómez Córdoba. Se piensa que fue esta una de las razones por las que apresuró su salida definitiva de Caracol Radio.